# کلود نیکولیه
کلود نیکولیه (به انگلیسی: Claude Nicollier) فضانورد اهل کشور سوئیس است که در ۲ سپتامبر ۱۹۴۴ میلادی در وو وه زاده شد. وی در مأموریت اس‌تی‌اس-۴۶، اس‌تی‌اس-۶۱، اس‌تی‌اس-۷۵، اس‌تی‌اس-۱۰۳ حضور داشته است.